# 操作系统革命
《操作系统革命》（Revolution OS）是一部2001年由J·T·S·摩尔导演的纪录片电影，该电影追述了、自由软件运动以及开放源代码运动长达二十余年的历史。该片的主演有理查德·斯托曼、林纳斯·托瓦兹、布鲁斯·斐伦斯、拉里·奥古斯丁与埃里克·雷蒙等。
在微软垄断之下，它永远不会给用户真正的自由。正是如此，不少人站出来反抗微软帝国，并努力建立一种全新的的操作系统。为了记录这些人的艰难历程，摩尔拍摄了这部《操作系统革命》，向公众介绍那些建立Linux操作系统、奋起反抗微软垄断的斗士的人生经历。
该片于2001年3月上映。Linux的崛起让微软倍感压力，时任微软首席执行官史蒂芬·鲍尔默2001年6月1日在接受《芝加哥太阳报》专访时表示：“是的，（Linux 和开源软件运动）是一个竞争者。它迫使我们创新。它使得我们需要证明我们交付的产品的价值。这本身是健康的。问题在于政府资助了开源工作。政府应当资助所有人都能够得到的工作。而开源对于商业公司不可用。开源许可证（指GPL）使得你使用了任何的开源软件，你必须让你的软件的其余部分也开源。如果政府想把什么放到公有领域，那么它应当这么做。Linux不属于公有领域。从知识产权的角度来看，它是一种癌症，它附着在它所接触的一切事物上。这就是这个许可证的工作方式”。